# Trzecia Synagoga w Brańsku
Trzecia Synagoga w Brańsku, zwana Szlachecką – nieistniejąca synagoga, która znajdowała się w Brańsku na rogu dawnych ulic Glinickiej i Folwarcznej, obecnie Mickiewicza i Świerczewskiego.
Synagoga została zbudowana w drugiej połowie XIX wieku. Podczas II wojny światowej, 9 września 1939 roku synagoga spłonęła. Została prawdopodobnie trafiona przez pocisk lotniczy.